# 2-나이트로벤조산
2-나이트로벤조산(영어: 2-nitrobenzoic acid)은 화학식이 C6H4(NO2)CO2H인 유기 화합물이다. o-나이트로벤조산(영어: o-nitrobenzoic acid), 오르토-나이트로벤조산(영어: ortho-nitrobenzoic acid)이라고도 한다. 2-나이트로벤조산은 2-나이트로톨루엔을 질산으로 산화시켜 제조한다.

## 같이 보기
- 나이트로벤조산
- 3-나이트로벤조산
- 4-나이트로벤조산